# NGC 5311
NGC 5311 is een spiraalvormig sterrenstelsel in het sterrenbeeld Jachthonden. Het hemelobject werd op 14 januari 1788 ontdekt door de Duits-Britse astronoom William Herschel.

## Synoniemen
- UGC 8735
- MCG 7-28-72
- ZWG 218.52
- IRAS 13467+4014
- PGC 49011